# Lac de Peyrelade
Pour les articles homonymes, voir Peyrelade.
Le lac de Peyrelade est un lac pyrénéen français situé administrativement dans la commune de Bagnères-de-Bigorre dans le département des Hautes-Pyrénées en région  Occitanie.
Le lac a une superficie de 9,7 ha pour une altitude de 1 919 m, il atteint une profondeur de 28 m.

## Toponymie
En occitan, peyra  signifie le pierrier,  lat - lad implique une idée de largeur, vaste, lac de peyra lada : lac au milieu d’un pierrier immense .

## Géographie
C'est un lac situé au-dessus de la vallée de Lesponne.

### Topographie
|                          | Cap de Labasset (2 038 m) |                        |
|                          | lac de Peyrelade          | Crête de Caoubère      |
| Pic de Mérlheu (2 636 m) | Pic Crémat (2 630 m)      | Pène Blanque (2 876 m) |

## Protection environnementale
Le lac fait partie d'une zone naturelle protégée, classée ZNIEFF de type 2 : Bassin du haut Adour.

## Voies d'accès
À Bagneres-de-Bigorre, suivre la route des cols vers Sainte-Marie-de-Campan. Après Beaudéan tourner à droite après le pont sur la rivière sur la D179. Après 200 mètres, tourner à droite sur la route forestière qui est parallèle à la vallée de Lesponne.
Suivre cette route jusqu'à la fin du bitume sur environ 12 km. Garer la voiture près du petit pont et prendre le sentier indiqué rive gauche du ruisseau. La montée au lac se fait en 2 heures, 600 m de dénivelé, avant d'arriver au lac de Peyrelade dans le cirque de Pêne Blanque.